# Paweł Wirtemberski
Paweł Karol Fryderyk August (ur. 19 stycznia 1785 w Petersburgu, zm. 16 kwietnia 1852 w Paryżu) – książę wirtemberski.

## Życiorys
Drugi syn pierwszego króla Wirtembergii Fryderyka I i Augusty Karoliny z Brunszwiku-Wolfenbüttel. Był bratem króla Wilhelma I oraz Katarzyny Wirtemberskiej.
Służbę wojskową rozpoczął w armii własnego ojca. 28 września 1805 roku ożenił się z księżniczką Charlottą z Saksonii-Hildburghausen. W tym samym roku urodziła się nieślubna córka Pawła i aktorki Fryderyki Porth – Karolina Adelajda (1805–1872), która otrzymała później tytuł księżniczki Rottenburg.
16 grudnia 1813 wstąpił na służbę w armii rosyjskiej, otrzymując stopień generał-majora. W 1814 roku wziął udział w walkach przeciwko armii francuskiej dowodząc brygadą anhalcko-turyńską, wchodzącą w skład 3. korpusu niemieckiego. W latach 1814–1816 służył w 14. rosyjskiej dywizji piechoty i następnie powrócił do Wirtembergii.
Pokłóciwszy się ze swym bratem – królem Wilhelmem I – zamieszkał w Paryżu, gdzie zmarł.

## Potomstwo
Paweł i Charlotta mieli pięcioro dzieci:
- Charlotta (1807–1873) – żona wielkiego księcia Michała, syna cara Rosji Pawła I i Zofii Wirtemberskiej
- Fryderyk (1808–1870) – ojciec króla Wilhelma II
- Karol (1809–1810)
- Paulina (1810–1856) – żona księcia Wilhelma I Nassau
- Fryderyk August Everard (1813–1885) – pruski generał armii